# Batbayar Chogsom
Batbayar Chogsom (* 1974 in Ulaanbaatar) ist ein schweizerisch-mongolischer Filmemacher.

## Leben und Werk
Batbayar Chogsom wuchs in Ulaanbaatar auf und kam im Jahre 2000 in die Schweiz. In Zürich studierte er Populäre Kulturen, Ethnologie und Politikwissenschaften. Er schloss sein Studium mit einem Bachelor of Arts der Universität Zürich in Sozialwissenschaften ab. Nach dem Studium arbeitete er als Archivar in der Grafiksammlung und der Sammlung historischer Fotografien des Landesmuseums. Mit seinem ersten Spielfilm Out of Paradise (2018), der an den Solothurner Filmtagen 2018 Premiere feierte, gewann Chogsom im selben Jahr den Hauptpreis „Bester Film“ beim 21. Internationalen Filmfestival in Shanghai (SIFF).
Chogsom lebt mit seiner dreiköpfigen Familie im schweizerischen Rapperswil (Kanton St. Gallen).

## Auszeichnungen
- 2018: „Golden Goblet“ in der Kategorie „Bester Film“ beim 21. Internationalen Filmfestival Shanghai[1]

## Filmografie
- 2015: Out of Paradise (short)[2]
- 2018: Out of Paradise[3]
- 2023: White Flag[4]